# Avrakóndes
Avrakóndes, en grec moderne : Αβρακόντες est un village du plateau du Lassíthi, en Crète, en Grèce. Selon le recensement de 2011, la population d'Avrakóndes compte 170 habitants. Localité 
de montagne, elle est située à une altitude de 870 m.